# Меджидов, Абдулнасыр Магомедрасулович
Меджи́дов Абдулнасы́р Магомедрасу́лович (17 мая 1973 года, Губден, Дагестанская АССР, СССР) — российский тайбоксер и кикбоксер. Первый чемпион мира и Европы по тайскому боксу из России. Бронзовый призёр чемпионата мира и чемпион Европы по кикбоксингу.

## Биография
Тайским боксом начал заниматься в 1993 году. За короткое время добился высоких результатов. Является основоположником тайского бокса в Дагестане и тренером по тайскому боксу спортивного клуба «Скорпион» г. Махачкалы. Его воспитанники выступают и побеждают на чемпионатах Европы и мира.
Лучший боец России по тайскому боксу 1999 года по версии ФТБР/РЛМТ. Выпускник Дагестанского государственного университета 2002 года.
В 2013 году получил звание «Заслуженный тренер России».
Является президентом Федерации тайского бокса Дагестана и вице-президентом Федерации тайского бокса России, членом Координационного совета некоммерческих организаций Республики Дагестан.

## Спортивная карьера

### Тайский бокс
- Чемпион мира (Бангкок, 1999);
- Серебряный призёр чемпионата мира (Калафель, 1996);
- Чемпион Европы (Калафель, 1998);
- Серебряный призёр чемпионата Европы (2000);
- Пятикратный чемпион России (1996, 1996, 1997, 1998, 1999);
- Лучший боец России по тайскому боксу (1999) по номинации ФТБР/РЛМТ.

### Кикбоксинг
- Бронзовый призёр чемпионата мира (1995);
- Двукратный чемпион Европы (1995, 1998).

## Известные воспитанники
- Мирзоев, Артур Хабибович — чемпион мира;
- Юсубов, Руслан Гарнаевич — чемпион мира;
- Набати, Кямран Рашидович — призёр чемпионатов мира и Европы;
- Магомедов, Магомед Гусейнович — призёр чемпионата мира;
- Юсубов, Ренат Гарнаевич — чемпион России;